# Хронологическая таблица по истории Германской Новой Гвинеи
На этой странице представлена Хронологическая таблица по истории Германской Новой Гвинеи. Более подробная информация находится на статье Германская Новая Гвинея.
Эта хронологическая таблица не закончена; некоторые важные события могут быть не упомянуты. Если Вы знаете о подобных событиях, пожалуйста, поместите о них информацию.

## XIX век
| Год  | Дата        | События |
| ---- | ----------- | --- |
| 1885 | 22 октября  | Испания продала Германии Маршалловы острова, управляются немецкой компанией Джалут. |
| 1884 | 3 ноября    | Германия объявляет протекторат над территорией, названной колония Германская Новая Гвинея, в которую вошли Земля кайзера Вильгельма (северо-восточная часть острова Новая Гвинея, восточнее 141° в.д.) и архипелаг Бисмарка. |
| 1885 | апрель      | Германия устанавливает протекторат над северной частью Соломоновых островов (острова: Бука, Бугенвиль, Шуазёль, Шортленд, Санта-Исабель; атолл Онтонг-Джава (Лорд-Хау)).                                                     |
| 1886 | 13 сентября | Провозглашён протекторат Германии над Маршалловыми островами. |
| 1887 | 21 октября  | Германия устанавливает свой протекторат над островом Науру. |
| 1888 | 14 апреля   | Остров Науру входит в состав Германского протектората Маршалловы острова. |
| 1899 | 12 февраля  | Испания продала Германии Марианские острова. |
| 1899 | 18 июля     | В состав колонии вошли Каролинские острова. |
| 1899 | 14 ноября   | Германия передаёт Британским Соломоновым островам атолл Онтонг-Джава, остров Шортленд, остров Шуазёль, остров Санта-Исабель. Острова Бука и Бугенвиль введены в состав колонии Германская Новая Гвинея.                      |

## XX век
| Год  | Дата        | События |
| ---- | ----------- | --- |
| 1906 | 1 апреля    | В состав колонии вошли Маршалловы острова. |
| 1907 |             | В состав колонии вошли Марианские острова. |
| 1914 | 7 сентября  | Остров Науру оккупирован Австралией. |
| 1914 | 26 сентября | Австралия оккупирует архипелаг Бисмарка. |
| 1914 | 3 октября   | Япония оккупирует Маршалловы острова. |
| 1914 | 7 октября   | Япония оккупирует Каролинские острова. |
| 1914 | 14 октября  | Япония оккупирует Марианские острова. |
| 1914 | 11 ноября   | Австралия оккупирует Землю кайзера Вильгельма, остров Бука и остров Бугенвиль.                                                                                 |
| 1914 | 11 ноября   | Германская Новая Гвинея оккупирована Австралией, переименована в Северо-Восточную Новую Гвинею.                                                                |
| 1920 | 17 декабря  | Австралия получает мандат Лиги Наций на управление Северо-Восточной Новой Гвинеей (новое название — Территория Новая Гвинея, ныне часть Папуа — Новая Гвинея). |